# Fondation Éducation et Développement
Pour les articles homonymes, voir FED.
La Fondation Éducation et Développement (FED) est le centre de compétence suisse sur l'éducation à la citoyenneté mondiale.

## Mandat
La Fondation Éducation et Développement FED promeut une éducation qui permet aux élèves d'appréhender les interdépendances mondiales. La FED se base sur le concept de l'éducation à la citoyenneté mondiale, qui se propose de développer chez les élèves des compétences pour comprendre les défis mondiaux. Ils ont ainsi la possibilité de prendre conscience de leurs propres valeurs et de celles des autres, dans le cadre éthique des droits humains. Sur la base de l'éducation à la citoyenneté mondiale, la FED apporte sa contribution à l'éducation en vue d'un développement durable et s'engage pour son intégration dans le système scolaire en Suisse.

## Prestations
La Fondation Éducation et Développement FED 
- Vente et prêt de matériel pédagogique sélectionné

- Formation initiale et continue

- Financement de projets scolaires

- Offres des ONG à l'intention de l'école

- Conseil et mise en réseau

Le service « Films pour un seul monde » fait partie de la FED ; il propose une large sélection de films en rapport avec le développement, la rencontre des cultures, les pays du Sud et de l'Est.
La FED est soutenue par la Direction du développement et de la coopération (DDC), la Conférence suisse des directeurs cantonaux de l'instruction publique CDIP, des syndicats d'enseignant-e-s, des œuvres d'entraides et des organisations à but non lucratif.